# Thonne
Thonne – rzeka we Francji i Belgii, o długości 15,2 km. Stanowi dopływ rzeki Chiers.